# ديفيد بي. برونر
ديفيد بي. برونر (بالإنجليزية: David B. Brunner)‏ هو سياسي أمريكي، ولد في 7 مارس 1835 في الولايات المتحدة، وتوفي في 29 نوفمبر 1903 في ريدينغ في الولايات المتحدة. حزبياً، نشط في الحزب الديمقراطي. وقد انتخب عضواً في مجلس النواب الأمريكي.